# Zamrożone zoo
Zamrożone zoo – materiał genetyczny zwierząt (np. DNA, sperma, jaja i embriony), zgromadzony z zamiarem przechowywania przez długi czas w bardzo niskich temperaturach (w warunkach krionicznych). W niektórych placówkach gromadzi się także zamrożone rośliny, dla przechowywania których tworzy się zwykle jednak odrębne banki nasion.

## Wybrane placówki na świecie
Na całym świecie jest niespełna tuzin „zamrożonych zoo”.
Ogrody zoologiczne, takie jak zoo w San Diego, i programy badawcze, jak Audubon Center for Research of Endangered Species w Nowym Orleanie, przechowują w temperaturach krionicznych materiał genetyczny w celu ochrony różnorodności puli genowej krytycznie zagrożonych gatunków albo możliwego przywrócenia do życia gatunków już wymarłych, np. wilka workowatego czy mamuta.
Frozen Zoo przy San Diego Zoo Conservation Research przechowuje zamrożone w ciekłym azocie (-196 °C) zwierzęce i roślinne materiały biologiczne od 1976. Obecnie znajdują się w nim próbki pochodzące od 8400 egzemplarzy, obejmujące ponad 800 gatunków i podgatunków.
Działalność tę prowadzą też inne ogrody zoologiczne w Stanach Zjednoczonych, zaś w Europie m.in. Wydział Biologii University of Nottingham w projekcie Frozen Ark.
W Zjednoczonych Emiratach Arabskich Breeding Centre for Endangered Arabian Wildlife (BCEAW) w Szardży przechowuje embriony skrajnie zagrożonych wyginięciem żbika Gordona (Felis silvestris gordoni) i arabskiego lamparta (Panthera pardus nimr) (zostało tylko 50 osobników na wolności).

## Stworzenie zamrożonego zoo
Zebranie materiału do stworzenia zamrożonego zoo ułatwia nadprodukcja spermy u samców. Spermę można pobrać nawet tuż po śmierci zwierzęcia. Produkcję jajeczek, która u samic jest zwykle niska, można zwiększyć za pomocą terapii hormonalnej, do uzyskania 10–20 oocytów, w zależności od gatunku zwierzęcia. Po ich zapłodnieniu i uzyskaniu embrionów, embriony te można poddać krioprezerwacji, ponieważ są one bardziej odporne na działanie niskich temperatur niż jajeczka.

## Przyszłość zamrożonego materiału genetycznego
Materiał genetyczny można przechowywać w warunkach krionicznych przez dowolnie długi czas bez obniżenia jego jakości.
Przechowywany materiał może być – po ogrzaniu – użyty do sztucznego zapłodnienia, zapłodnienia in vitro, transferu embrionów oraz klonowania.
Sztuczne zapłodnienie jest ratunkiem dla zwierząt, które ze względów anatomicznych lub fizjologicznych nie mogą wydać potomstwa w sposób naturalny. Rozmnażanie z przechowanego materiału genetycznego umożliwia też wyhodowanie genetycznie ulepszonego potomstwa oraz zapobieganie chowowi wsobnemu, obniżającemu adaptowalność do warunków zewnętrznych.
Manipulacje genetyczne były dokonywane na zwierzętach od długiego czasu i, w przeciwieństwie do sztucznego zapłodnienia ludzi, nie budzą kontrowersji etycznych. Współczesna technologia pozwala na manipulacje genetyczne u zwierząt bez konieczności trzymania ich w zamknięciu. Jednak powodzenie przywrócenia do życia na wolności wymarłych gatunków wymaga współpracy naukowej i wystarczającej ilości zebranego wcześniej materiału genetycznego.